# Takeo Kurita
Takeo Kurita (28. dubna 1889, Mito – 19. prosince 1977 Nišinomija) byl viceadmirál sloužící v Japonském námořnictvu během 2. světové války. Účastnil se např. Bitvy u Leyte nebo Bitvy ve Filipínském moři.
Narodil se roku 1889 ve městě Mito v Japonsku a zemřel roku 1977. Jeho hrob se nachází na hřbitově Tama nedaleko města Fuchū.